# Monumentos de Hendrick de Keyser
La Fundación Hendrick de Keyser, conocida en neerlandés como Hendrick de Keyser Monumenten, es una asociación neerlandesa para la preservación de edificios con valor arquitectónico o histórico en los Países Bajos. Lleva el nombre del arquitecto de Ámsterdam Hendrick de Keyser .

## Historia
La asociación fue fundada el 3 de enero de 1918 con el nombre de Vereniging Hendrick de Keyser por varios habitantes de Ámsterdam, a iniciativa del comerciante de vinos Jacobus Boelen. Surgió como reacción a la inminente demolición de un edificio cerca del Westermarkt,   lo que estaba sucediendo con otros muchos edificios históricos de la ciudad. Posteriormente, el rápido crecimiento de  la asociación hizo necesario un enfoque más profesional y a finales de la década de 1960 se realizó un cambio en la estructura de gestión.  En el año 1970 se decidió nombrar director de la asociación al arquitecto Walther Raue (1929-2019), bajo cuya dirección se adquirieron numerosos edificios, entre ellos la serie Huizen in Nederland , y se celebró el 75 aniversario. Raue permaneció como director durante 25 años.

## Objetivos
La asociación compra edificios considerados monumentos, los restaura y luego los alquila. En total, la asociación posee aproximadamente 430 propiedades en 113 ubicaciones en todo el país, incluidas 81 en Ámsterdam, 21 en Hoorn y 18 en Haarlem. La colección es muy diversa, desde edificios del Renacimiento hasta edificios contemporáneos, e incluye obras de Berlage y Rietveld, entre otros. La casa más antigua de la asociación está en Appingedam y tiene origen en el siglo XIV; la casa más moderna es el estudio De Leemte en Delft. Como media compra entre cinco y diez propiedades cada año.
La asociación obtiene ingresos, entre otras cosas, de los resultados de la lotería BankGiro .

### Propiedades (selección)
- Huis Bartolotti (Ámsterdam)
- De Gecroonde Raep (Ámsterdam)
- Het Wapen van Riga (Ámsterdam)
- Villa Hildebrand de Gerrit Rietveld (Blaricum)
- Sparrendaal (Driebergen)
- De vier gekroonden, casa tardogótica,  (Gouda)
- Huis Barnaart (Haarlem)
- De Olyphant (Haarlem)
- El edificio de landgoed Nijenburg (Heiloo)
- Waag (Hoorn)
- Huis Sloëtjes (Hilversum)
- Bibliotheca Thysiana (Leiden)
- Heilige Geesthofje (Naaldwijk)
- Proveniershuis (Schiedam)
- Campveerse Toren (Veere)
- Huize Schreurs (Venlo)
- De Messingklopper (IJlst)
- Beursgebouw (Flesinga)
- Huys te Warmont, (Warmond)